# Барбашёв, Иван Дмитриевич
Ива́н Дми́триевич Барбашёв (14 декабря 1995, Москва, Россия) — российский хоккеист. Нападающий клуба Национальной хоккейной лиги «Вегас Голден Найтс». Двукратный обладатель Кубка Стэнли (2019, 2023).

## Клубная карьера
Воспитанник московского «Динамо». В сезоне 2011/12 выступал в клубе Молодёжной хоккейной лиги ХК МВД. Команда не попала в плей-офф, но участвовала в играх на вылет. Барбашёв набрал 4 очка в 4 играх.
В 2012 году на драфте КХЛ был выбран под общим 33-м номером московским «Динамо». В том же году на импорт-драфте Канадской хоккейной лиги был выбран под общим первым номером клубом главной юниорской хоккейной лиги Квебека «Монктон Уайлдкэтс», в котором и продолжил свою карьеру. В первом своем сезоне за «Монктон» набрал 62 очка, в сезоне 2013/2014 – уже 68, а в сезоне 2014/2015 – 95 очков (+24 очка в плей-офф).
На драфте НХЛ 2014 был выбран во втором раунде под общим 33-м номером клубом «Сент-Луис Блюз». Летом 2014 года подписал с «Сент-Луисом» стандартный контракт новичка на три года.

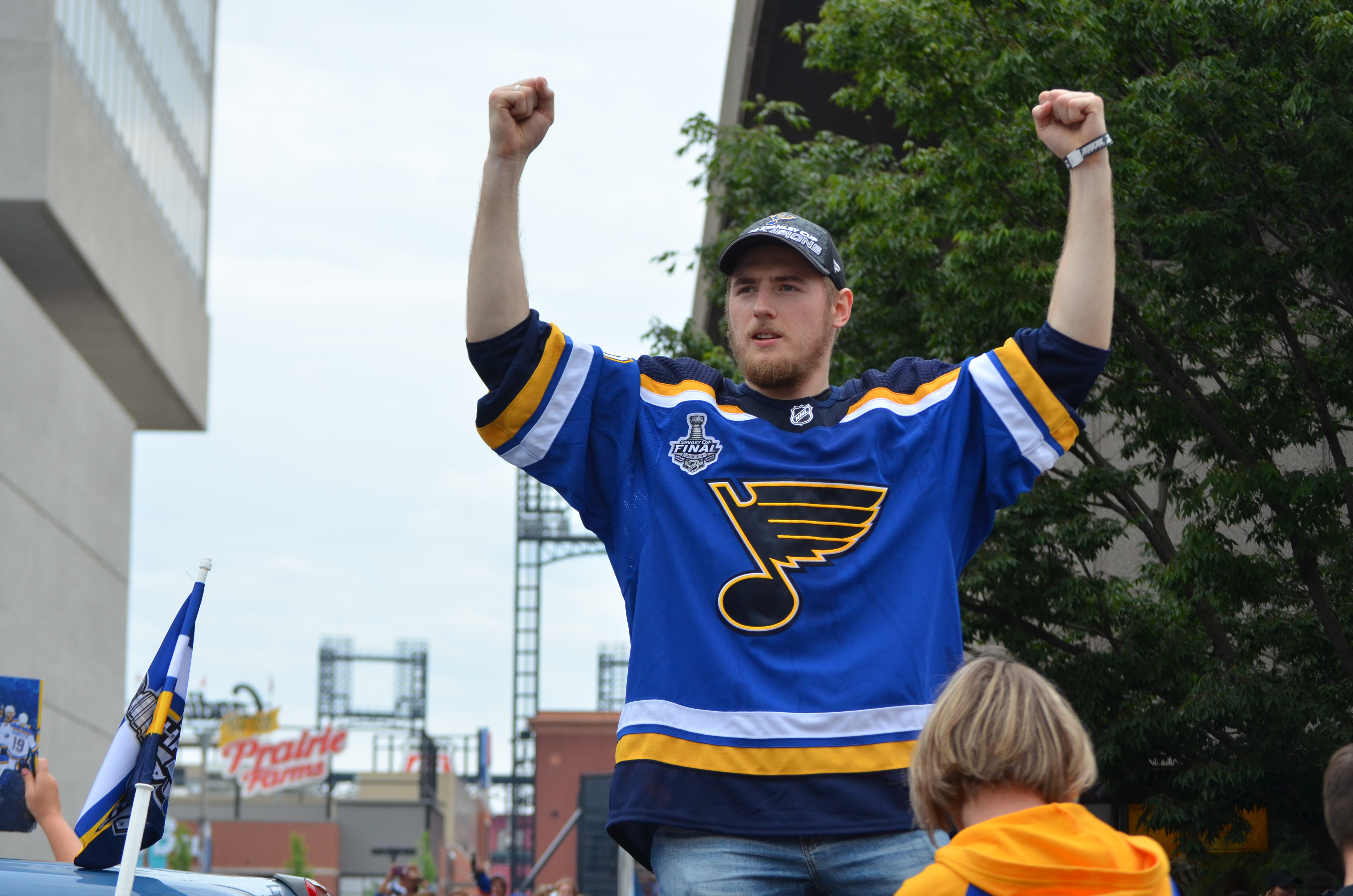
Иван Барбашёв на чемпионском параде в Сент-Луисе в честь завоевания Кубка Стэнли

Дебютировал в НХЛ 26 января 2017 года в матче против «Миннесоты Уайлд». Забросил первую шайбу в НХЛ 7 февраля 2017 года в своем 6 матче против «Оттавы Сенаторз».
Сезон 2017/18 Барбашёв начал в основном составе «Сент-Луиса», но сыграв 6 матчей и не набрав ни одного очка, был отправлен в АХЛ в фарм-клуб «Чикаго Вулвз». В начале декабря был вновь вызван в основной состав. Первые очки в сезоне заработал в своем 15-м матче против «Филадельфии Флайерз» (3:6), забросив шайбу и отдав результативную передачу Полу Штястны.
21 марта 2019 года сделал свой первый хет-трик в карьере НХЛ в матче против «Детройт Ред Уингз» (5:2), став главной звездой игрового дня. 17 мая 2019 года в матче против «Сан-Хосе Шаркс» забросил свою первую в карьере шайбу в плей-офф НХЛ. В финале Кубка Стэнли 2019 получил одноматчевую дисквалификацию за опасную атаку форварда «Бостон Брюинз» Маркуса Юханссона, в результате чего был вынужден пропустить 6-ю игру серии. 17 августа Иван Барбашёв презентовал Кубок Стэнли в Москве, который он ранее завоевал в составе «Сент-Луис Блюз».
1 сентября 2019 года продлил с «Сент-Луисом» контракт на два сезона, повторно продлил контракт 31 июля 2021 года, также на два года. Общая сумма сделки составила $4,5 млн. 26 февраля 2023 года был обменян в «Вегас Голден Найтс».
13 июня 2023 года в составе «Вегаса» стал двукратным обладателем Кубка Стэнли. В финале «Голден Найтс» в пяти матчах обыграли «Флориду Пантерз». 29 июня 2023 года подписал пятилетний контракт с «Вегас Голден Найтс» на сумму $25 млн до 2028 года. В сезоне 2023/24 набрал 45 очков (19+26) в 82 матчах.
9 октября 2024 года в первом матче сезона 2024/25 набрал 4 очка (2+2) в матче против «Колорадо» (8:4) и был признан второй звездой игрового дня в НХЛ.

## В сборной
Победитель 2012 World U-17 Hockey Challenge. Участвовал на чемпионате мира среди юниорских команд 2013 года, где сборная России заняла 4-е место, а на молодёжном чемпионате мира 2014 завоевал бронзу. На молодёжном чемпионате мира 2015 стал серебряным призёром.

## Личная жизнь
Есть два брата-хоккеиста: старший Сергей, младший Максим.
23 июля 2014 года женился на Ксении. 11 августа 2020 года родился сын Даниил.

## Статистика
| Легенда | Легенда                    | Легенда | Легенда                   | Легенда | Легенда    |
| ------- | -------------------------- | ------- | ------------------------- | ------- | ---------- |
| И       | Количество проведённых игр | Штр     | Штрафное время            | +/−     | Плюс-минус |
| Г       | Голы                       | П       | Голевые передачи          | О       | Очки       |
| -       | Статистика неизвестна      | —       | Статистика не учитывалась |         |            |